# بلده الحراکی، ادلب
بلده الحراکی (به عربی: بلدة الحراکی) یک روستا در سوریه است که در ناحیه مرکزی معره‌النعمان واقع شده‌است. بلده الحراکی ۱٬۴۶۷ نفر جمعیت دارد.